# Hennersdorf bei Wien
Hennersdorf (hay Hennersdorf bei Wien) là một thị xã thuộc huyện Mödling trong bang Niederösterreich.